# فرودگاه سیرکل سیتی
فرودگاه سیرکل سیتی (به انگلیسی: Circle City Airport) یک فرودگاه همگانی بهره‌برداری هوایی با کد یاتا IRC است که یک باند فرود شن دارد و طول باند آن ۹۰۸ متر است. این فرودگاه در شهر سرکل، آلاسکا کشور ایالات متحده آمریکا قرار دارد و در ارتفاع ۱۸۷ متری از سطح دریا واقع شده‌است.